# 桑原巨守

「春のよろこび」（渋川市美術館・桑原巨守彫刻美術館）

桑原 巨守（くわはら ひろもり、1927年〈昭和2年〉7月15日 - 1993年〈平成5年〉8月26日）は、日本の彫刻家。女子美術大学名誉教授。旧名・昭夫（あきお）。 
具象彫刻の第一人者と評され、群馬県渋川市に桑原巨守彫刻美術館がある。

## 来歴
群馬県沼田市出身。弟は小説家の桑原幹夫。1944年に旧制沼田中学校（現・群馬県立沼田高等学校）第4学年を修了し、1949年東京美術学校彫刻科卒業。在学中、関野聖雲に師事したため、桑原は高村光雲の孫弟子にあたる。
1949年東京都大田区立大森第十中学校教諭となる。1956年より女子美術大学選任講師。1961年「昭夫」から「巨守」に改名。
1963年、女子美術大学助教授に就任、同年二紀展に初入選、同人に推薦される。1966年、二紀展同人賞受賞。1969年、青少年読書感想文全国コンクールの課題図書に使用される牧羊神のマークをデザインした。
1971年 女子美術大学教授に就任。1975年、第29回二紀展で菊華賞受賞。1979年、ブルガリア政府が「花と少女」他4点を購入。1982年、第2回高村光太郎大賞展で美ヶ原高原美術館賞受賞。1983年、第37回二紀展で文部大臣賞受賞。1989年、第43回二紀展で宮本賞受賞。1993年、女子美術大学教授を定年退職し、名誉教授となる。
1993年8月26日、呼吸不全のため死去。

## 主な作品
- 「花と少女」
- 「南風」
- 「春のよろこび」

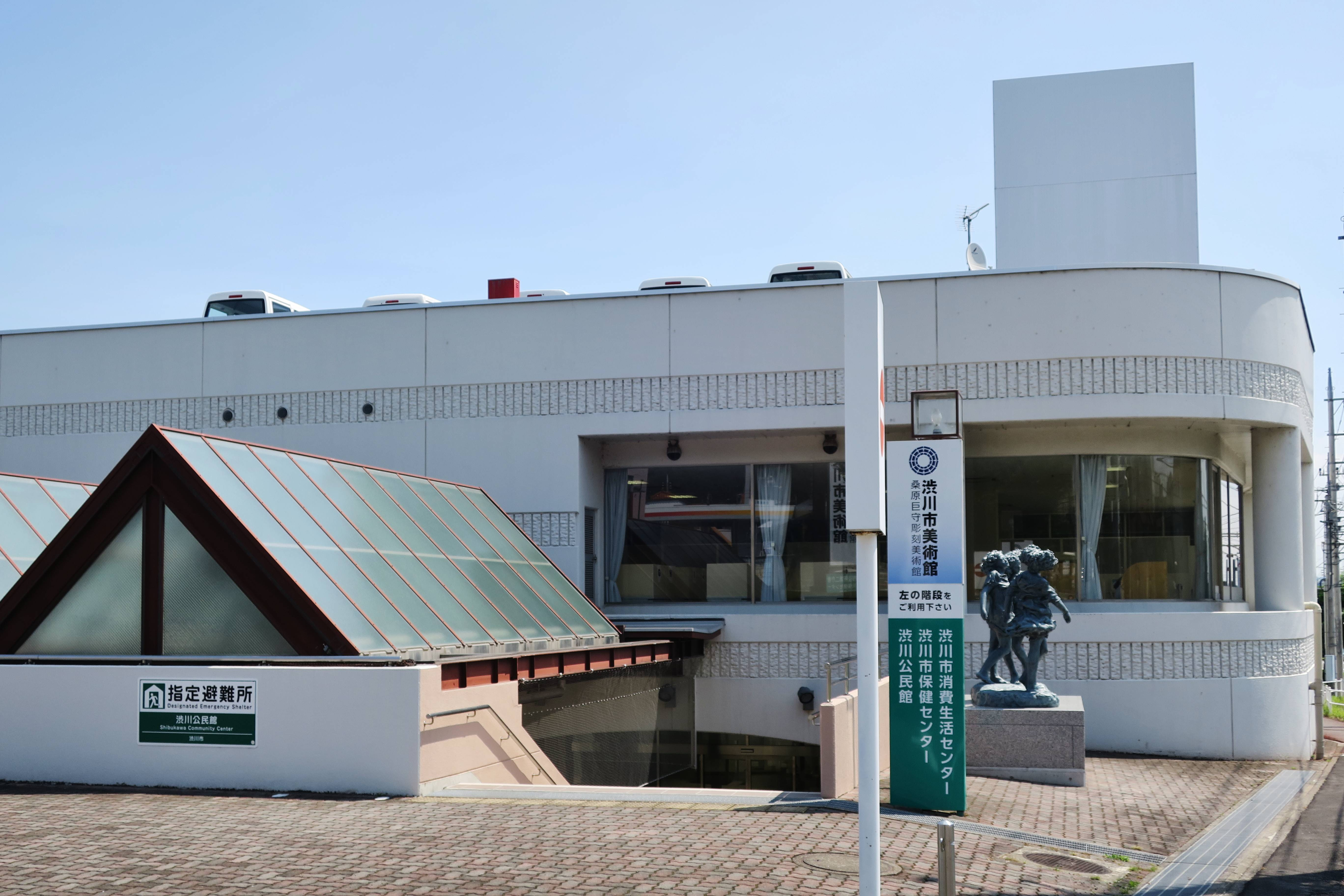
渋川市美術館・桑原巨守彫刻美術館

- 「風と花」　彫刻の森美術館、広島市中央公園、東京都千代田区日比谷シティ等
- 「花の少女」　神戸市中央区三宮町１・三宮センター街（2001年設置）
- 「讃太陽」　神戸市中央区三宮町1・三宮センター街（1996年設置）、東京証券取引先所
- 「風の戯れ」　東京都千代田区日比谷シティ
- 「凱風」　東京都千代田区日比谷シティ
- 「姉妹」1980年　姫路市立美術館
- 「新頌麗陽」1989年　東京都大田区大田文化の森
- 「大空に」1984年　大阪市中央区御堂筋彫刻ストリート